# ホセ中村
ホセ 中村（Jose Nakamura、1934年 - ）は、キューバ・ハバナ出身の元プロ野球選手（投手）。

## 来歴・人物
キューバで生まれ育ったが、国籍はメキシコの日系人だった。ハバナ・キューバ高、メリダ・クラブを経て、1957年にスタンレー橋本と共に、東映フライヤーズに入団。当時、各球団ともに外国人選手による補強が積極的に行われていたが、なぜか東映だけは出遅れていた。そのため、東映側が必死にスカウトして獲得に漕ぎ着けた。オーソドックスなピッチングで速球を投げるとの前評判だった。
だが、1軍に定着して活躍したスタンレーとは違い、全く1軍の試合に出る事が出来ないまま、同年末に退団した。

## 詳細情報

### 年度別投手成績
- 一軍公式戦出場なし

### 背番号
- 18 （1957年）[3]